# Jeff Scott Soto
Jeff Scott Soto (Brooklyn, New York, 4 november 1965) is een Amerikaanse rockzanger van Puerto Ricaanse origine.
Soto is vooral bekend geworden als zanger op de eerste twee albums van Yngwie Malmsteen en door zijn rol als leadzanger van Journey tijdens hun tournee van 2006-2007, omdat Steve Augeri de band moest verlaten vanwege een acute keelinfectie. Zijn stijl is de typische stijl van heavy-metalzangers uit de jaren tachtig, maar hij werd ook beïnvloed door soulzangers als Sam Cooke, door voormalig Journey-zanger Steve Perry en door Freddie Mercury van Queen.
Soto zingt soms ook voor het Trans-Siberian Orchestra, live, of soms op een album, zoals op Night Castle uit 2009.
Hij werd in 2017 zanger van de band Sons of Apollo, een supergroep met artiesten uit de hardrockwereld, maar maakt ook deel uit van bands als Talisman en W.E.T.